# Bor u Skutče

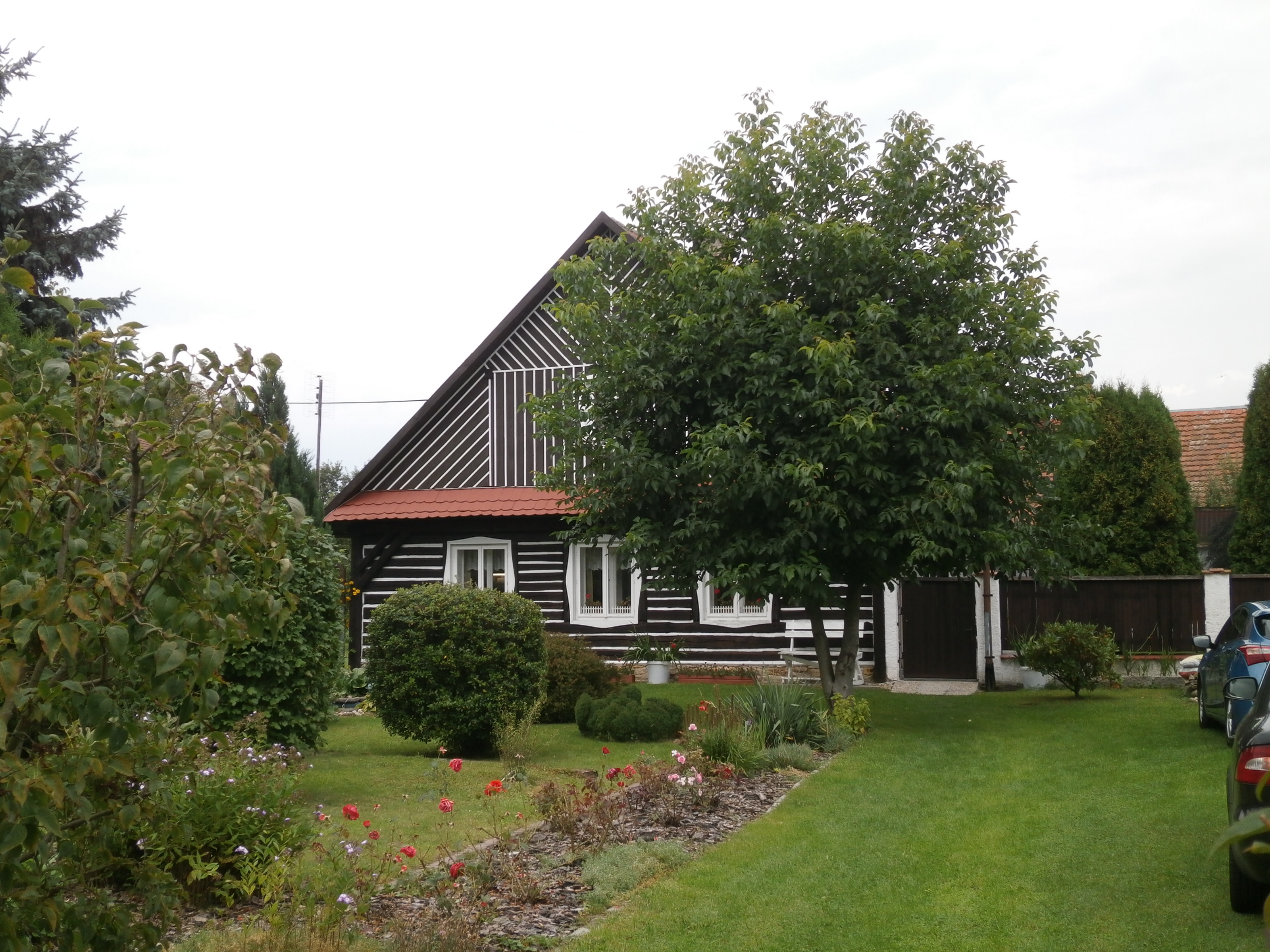
Haus Nr. 11

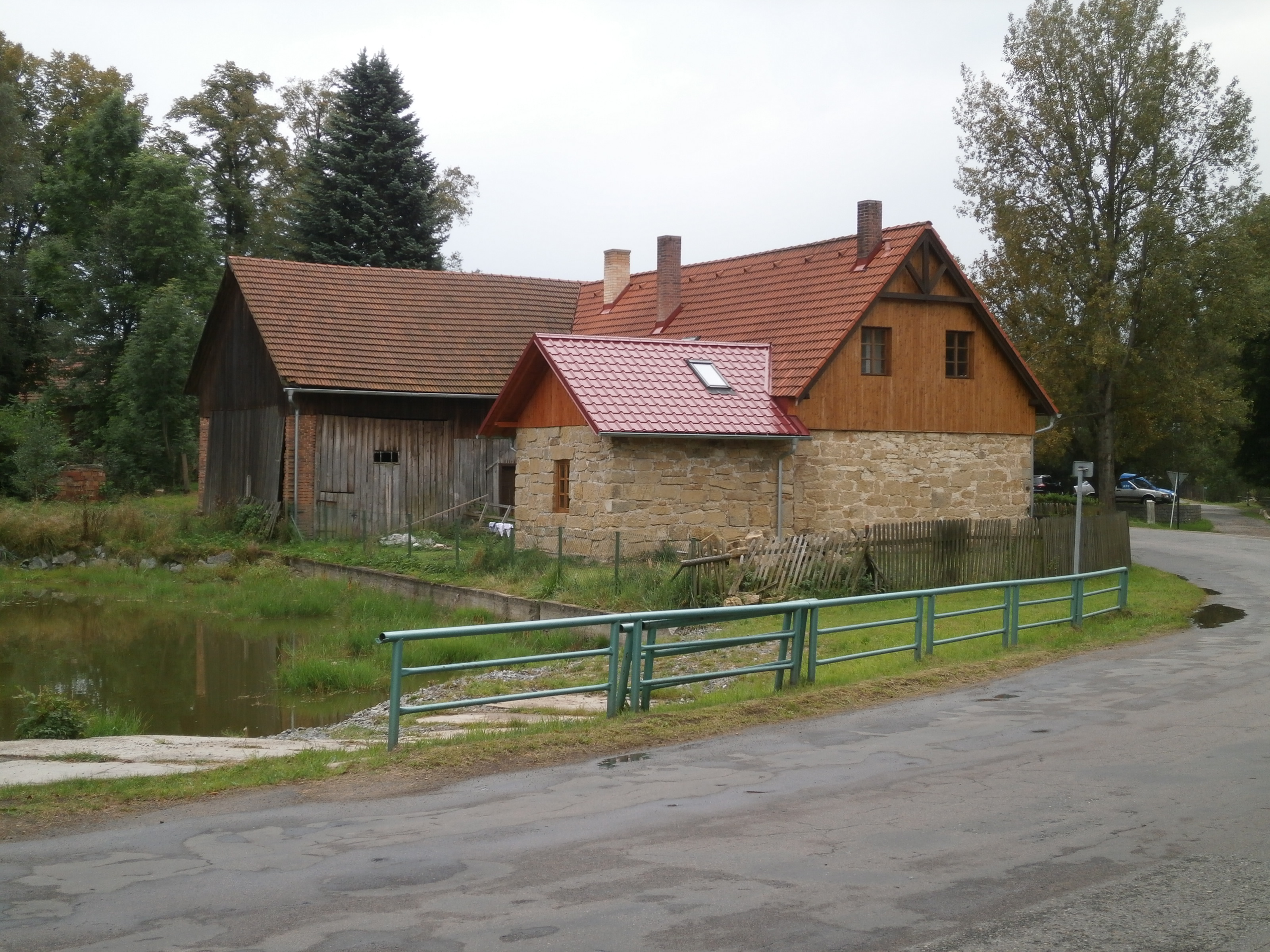
Haus Nr. 64

Bor u Skutče (deutsch Bor bei Skutsch) ist eine Gemeinde in Tschechien. Sie liegt zwei Kilometer nördlich von Proseč und gehört zum Okres Chrudim.

## Geographie
Bor u Skutče befindet sich in den Zderazské kuesty (Sderaser Schichtstufen) auf einem Plateau zwischen den bewaldeten Tälern der Bäche Voletín und Prosečký potok. Durch den Ort führt die Straße II/357 zwischen Proseč und Nové Hrady. Südöstlich erhebt sich die Maštale (501 m n.m.), im Westen der Na Kosincí (485 m n.m.). Das Dorf liegt im Naturpark Údolí Krounky a Novohradky und wird vom Sandsteinfelsgebiet und Naturreservat Maštale umgeben.
Nachbarorte sind Haberka, Polanka und Dudychov im Norden, Roudná, Nová Ves u Jarošova und Vranice im Nordosten, Jarošov im Osten, Mladočov, Budislav, Borek, Kamenné Sedliště und U Hutí im Südosten, Posekanec, Borka und Proseč im Süden, Podměstí, Pasíčka und Březiny im Südwesten, Kutřín, Obícka und Perálec im Westen sowie Zderaz, Březiny,  Hluboká, Střítež und Dolany im Nordwesten.

## Geschichte
Es wird angenommen, dass auch Bor wie die umliegenden Orte im 12. oder 13. Jahrhundert durch das Benediktinerkloster Podlažice gegründet worden ist. Die erste urkundliche Erwähnung von Bor erfolgte am 28. April 1559 als König Ferdinand I. in der Landtafel Jan Žatecky von Weikersdorf die Burg Nový hrad mit den Dörfern erblich überschrieb. Nachfolgende Besitzer waren ab 1580 die Popel von Lobkowitz. Zu Beginn des 17. Jahrhunderts gehörte die Herrschaft Nový hrad der Anna Popel von Lobkowitz, von der es 1604 ihr Ehemann Paul Sixtus von Trautson erbte. 1749 verkaufte Johann Joseph von Trautson die Herrschaft an Anna Barbara Harbuval-Chamaré geb. Freiin von Sannig († 1773). Ihr Sohn Johann Anton Joseph Harbuval-Chamaré ließ in den Jahren 1774 bis 1777 das Schloss Neuschloß erbauen.
Im Jahre 1835 bestand das im Chrudimer Kreis gelegene Dorf Bor aus 51 Häusern, in denen 258 Personen, darunter 26 protestantische Familien, lebten. Zu Bor gehörte die aus drei Häusern bestehende Einschicht Borka. Katholischer Pfarrort war Prosetsch; die Akatholiken gehörten zum Pastorat Prosetsch. Bis zur Mitte des 19. Jahrhunderts blieb Bor immer der Herrschaft Neuschloß untertänig.
Nach der Aufhebung der Patrimonialherrschaften bildete Bor eine Gemeinde im Gerichtsbezirk Skutsch. Ab 1868 gehörte die Gemeinde zum politischen Bezirk Hohenmauth. 1924 wurde der Gemeindename zur Unterscheidung von Bor u Chroustovic in Bor u Skutče erweitert. 1949 wurde Bor u Skutče dem Okres Polička zugeordnet. Im Zuge der Gebietsreform von 1960 kam Bor u Skutče zum Okres Chrudim. Am 1. Januar 1976 wurde Bor u Skutče nach Proseč eingemeindet. Seit dem 31. August 1990 besteht die Gemeinde wieder.

## Gemeindegliederung
Für die Gemeinde Bor u Skutče sind keine Ortsteile ausgewiesen. Zu Bor u Skutče gehören die Ansiedlungen Borka und Pasíčka sowie ein Anteil von Vranice (Wranitz).

## Sehenswürdigkeiten
- Felsenstädte Toulovcovy maštale und Městské maštale, südöstlich des Dorfes
- Felsgebilde Kolumbovo vejce, Kazatelna und Kříž, nordwestlich von Bor u Skutče
- Felsenhöhle Dudychova jeskyně, im Tal östlich des Dorfes
- Naturlehrpfad Pasíčka